# Пламондон, Люк
Люк Пламондо́н (фр. Luc Plamondon, род. 2 марта 1942, Сен-Раймон, Квебек) — франкоканадский поэт, автор текстов для поп-музыки.
Пламондон писал для многих артистов, в том числе для Брюно Пельтье, Дианы Дюфрен, Робера Шарльбуа, Селин Дион, Жинетт Рено, Martine St. Clair и Гару, Жюльен Клерк, Николь Кройзиль и Джонни Халлидей. Он является соавтором многих мюзиклов. Наиболее известны из них «Стармания» и «Нотр Дам де Пари», к которой он написал знаменитую песню «Belle». Кроме того, стоит упомянуть La Légende de Jimmy и Cindy: Cendrillon 2000.
Пламондон выступает против интернет-пиратства с распространением музыки. В 1983 на награждении премией Felix он использовал свою речь для пропаганды соблюдения авторского права.
Люк Пламондон является старшим братом квебекского политика Луи Пламондона.

## Почести
- В 1990 стал кавалером Национального ордена Квебека.
- В 2002 стал кавалером Ордена Канады.
- В 2003 был представлен на канадской Аллее славы.